# Jens Grand
Jens Grand (né vers 1260 - † 30 mai 1327 à Avignon; connu également sous le nom de: Johann Grant, Jonas Fursat (Feuersaat) Grand) est un ecclésiastique et homme politique danois qui fut successivement Prévôt de l'évêché de Roskilde, archevêque de Lund, Riga et Brême.

## Biographie
Jens Grand est le fils de Torbern Hvide, un membre de la cour royale danoise, et de Caecile Skjalmsdatter, une sœur de Peder Bang (de), évêque de Roskilde. Bang et Cecilia appartiennent tous deux  à la famille Hvide (de), qui entre en conflit avec les souverains danois lors du régicide de Stig Andersen Hvide contre Eric V en 1286.  Il étudie à l'Université de Paris et reçoit un titre de docteur en droit canon. Vers 1280 il reçoit également une prebende comme chanoine du chapitre de la cathédrale de Roskilde et en 1283 il est promu à la fonction de prévôt de la cathédrale. 
Jans Grand est sans doute lui aussi impliqué dans le meurtre du souverain. Et il se peut que la donation de douze prébendes à la cathédrale de Roskilde, que la pape Nicolas IV confirme en 1288, ait été réalisée en expiation de ce crime. Le 27 juillet de la même année, Ingvar l'évêque de Roskilde, lui fait don du château de Selsø (en) intégré dans  l'actuelle Skibby).
Jens Grand qui devient archevêque de Lund de  1289 à 1302 est une figure centrale du second conflit entre l'Église et la monarchie au Danemark à la fin du XIIIe siècle. Dès 1292 il réunit un synode à Lund pour proclamer de nouveau la Constitution de Vjele de 1256 très défavorable aux droits des souverains puis il excommunie le drots. La réaction royale est violente : Jans est arrêté au printemps 1294 par le frère du roi et enchainé dans un cachot du château de Soborg dans le nord du Sjaelland. Le prince de Rügen prend son parti et le roi doit traiter l'année suivante avec les bannis qu'il autorise à revenir et libérer l'archevêque qui s'exile à l'étranger et engage auprès du Pape une procédure de demande de réparation pour les dommages subis. Il se réfugie enfin dans son château de Hammershus à Bornholn. À la fin 1297 Boniface VIII prononce une sentence: la constitution de Vejle est confirmée, le royaume mis en interdit jusqu'à ce qu'une somme de 49 000 marks d'argent soit versée à l'archevêque comme indemnité.
Eric VI obtient après négociation que la somme soit reduite à 10 000 marks et que Jens soit nommé à l'Archevêché de Riga et de Terra Mariana (1304–1310). Jeans Grade refuse le siège et en 1310 il obtient de devenir  Prince-archevêque de Brême, sous le nom de Jean Ier (1310-1327). Le 19 mai 1316 le chapitre de chanoines de l'archidiocèse de Brême en conflit contre lui le déclare déchu et élit Jean, scholastique de l'école cathédrale de Brême et fils du duc Othon II de Brunswick-Lunebourg, comme coadjuteur du siège et administrateur apostolique de la Principauté ecclésiastique. 
Jans Grand se rend à Avignon engage une action en justice afin de faire désavouer son chapitre. Du fait de la vacance du siège pontifical aucune décision n'est prise. Jacobus de Rota, un collecteur de fonds de la papauté qui s'était rendu dans la Principauté ecclésiastique en 1317, la décrit comme un « repaire de barons voleurs ». Il estime que le bas clergé, la noblesse, les ministerialis et le petit peuple souhaite le retour du Prince-archevêque. Le nouveau Pape Jean XXII qui connaissait personnellement Jens Grand refuse sa déposition mais il confirme
Jean Ier en tant qu'administrateur apostolique. Jens Grand dans ces conditions ne peut retourner occuper son siège et affronter l'opposition de son chapitre de chanoines qui exerce seul la gestion officielle de l'archidiocèse. Il demeure à la cour d'Avignon où il meurt en exil en 1327.

## Sources
- (de) Cet article est partiellement ou en totalité issu de l’article de Wikipédia en allemand intitulé « Jens Grand » (voir la liste des auteurs)..